# کشت سلول

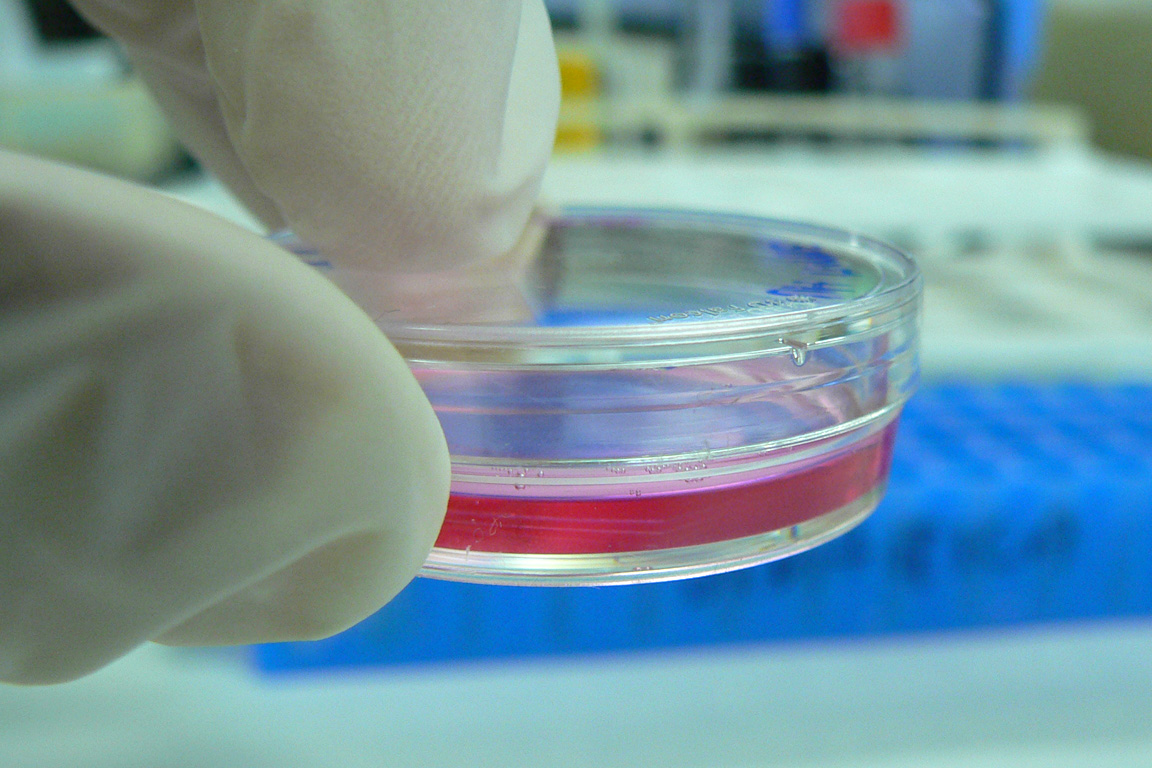
کشت سلول در یک پتری دیش کوچک

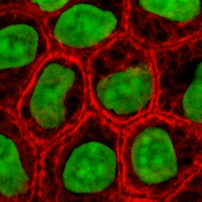
یاخته‌های بافت پوششی کشت یافته

کشت سلول (Cell Culture) به فرایند کشت یاخته‌های پروکاریوتی یا یوکاریوتی در یک محیط کشت، گفته می‌شود. این اصطلاح بیشتر در مورد کشت یاخته‌های جانداران چندسلولی کاربرد دارد. در این فرایند، یاخته‌ها در محیط آزمایشگاهی یا برون‌تنی (به انگلیسی: in vitro) و تحت شرایط کنترل‌شده، رشد داده می‌شوند. شرایط کشت یاخته‌ای برای هر گونه از جانداران می‌تواند متفاوت باشد. محیط کشت، شامل ظرف کشت و ترکیب پایه (مثلا آگار) است.
مواد مغذی (مانند اسیدهای آمینه، کربوهیدرات‌ها، ویتامین‌ها و مواد معدنی)، فاکتورهای رشد و هورمون‌ها به محیط کشت افزوده می‌شوند. از انکوباتور برای تنظیم جو محیط کشت (ترکیب گازهایی مانند دی‌اکسید کربن و اکسیژن)، فشار و دما در جهت بهینه‌سازی شرایط محیط کشت استفاده می‌شود. همچنین اسیدیته و فشار اسمزی محیط نیز گاهی در فرایند کشت یاخته، با اهمیت تلقی می‌شوند. اکثر یاخته‌ها برای رشد، به یک سطح یا یک بستر مصنوعی (کِشت چسبنده یا تک‌لایه) نیاز دارند در حالی که برخی دیگر توان رشد به‌صورت شناور و آزاد در محیط کشت را دارند.

## مفاهیم کشت سلولی پستانداران

### جداسازی سلول‌ها
سلول‌ها را می‌توان به چندین روش برای کشت آزمایشگاهی جداسازی کرد. سلول‌های خونی را می‌توان به آسانی از خون استخراج و خالص‌سازی کرد. با این حال، گلبول‌های سفید، تنها سلول‌های خونی قادر به رشد در محیط کشت هستند. سلول‌های تک‌هسته‌ای می‌توانند به‌وسیلهٔ هضم آنزیمی از بافت‌ها آزاد شوند.
از جمله مهم‌ترین آنزیم‌های مورد استفاده در فرایند استخراج، می‌توان به کلاژنازها، تریپسین یا پروناز اشاره کرد که ماتریکس خارج سلولی را می‌شکنند.
سلول‌هایی که به‌طور مستقیم از خود فرد (هدف)، کشت داده می‌شوند به‌عنوان سلول‌های نسل اول (پرایمری) شناخته می‌شوند. اکثر کشت‌های سلولی به جز آن‌هایی که از تومور گرفته می‌شوند، طول عمر محدودی دارند. یک رده سلولی نامیرا می‌تواند با ایجاد جهش تصادفی یا هدفمند (مانند بیان مصنوعی ژن تلومراز) به‌طور نامحدودی تکثیر گردد و به‌عنوان نماینده‌ای از انواع سلولی خاص پایه‌ریزی شود.

### حفظ و نگهداری سلول‌ها در محیط کشت

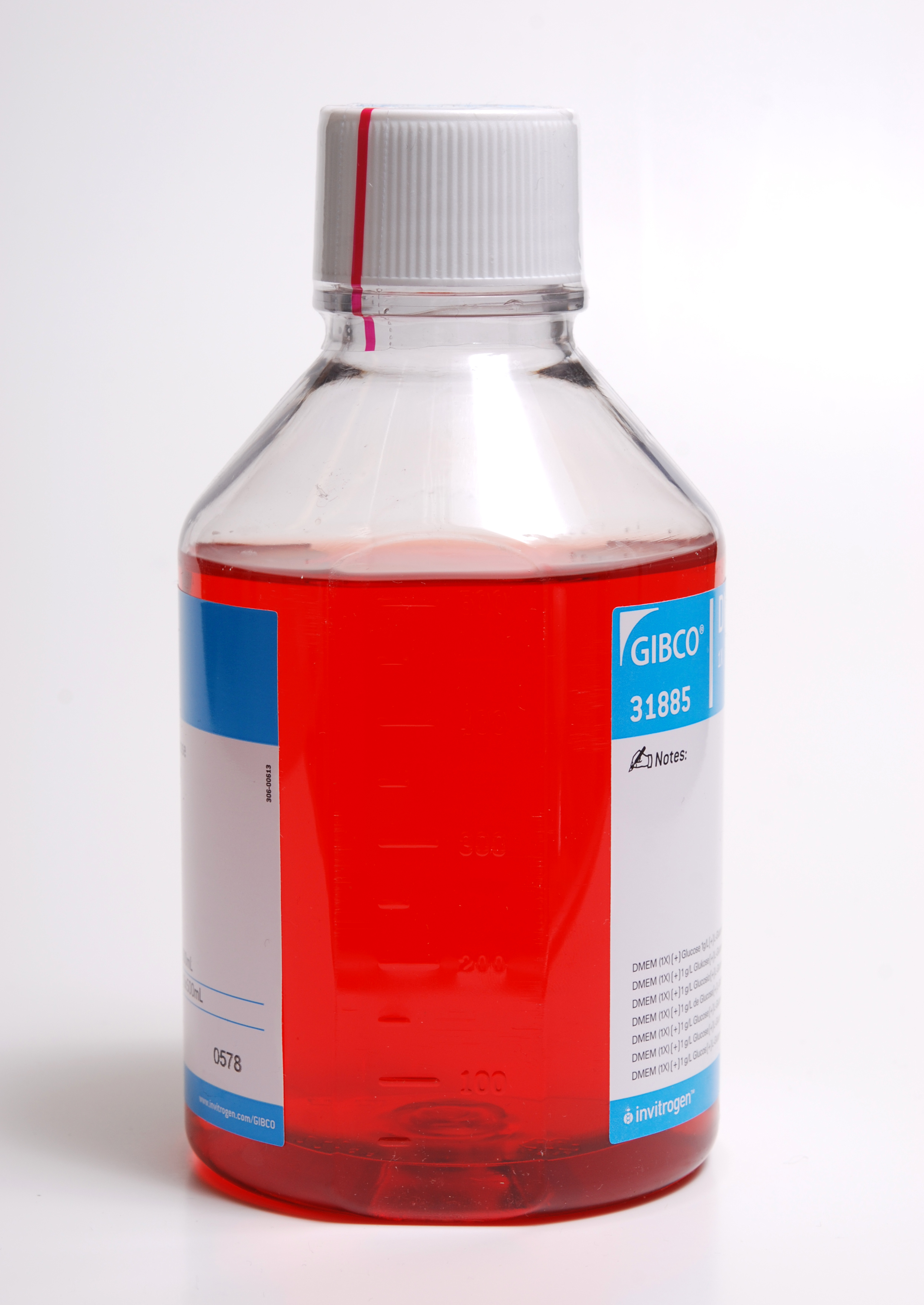
یک بطری حاوی محیط کشت DMEM

اکثر سلول‌های پرایمری پس از این که تا حد خاصی افزایش پیدا کردند، با حفظ ثبات سلولی تحت فرایند پیری قرار گرفته و تقسیم سلولی در آن‌ها متوقف می‌شود. سلول‌ها در یک انکوباتور با دما و مخلوط گازی مناسب (به‌طور معمول دمای ۳۷ درجه و %۵ دی‌اکسید کربن برای سلول‌های جانوری) کشت داده می‌شوند. شرایط کشت برای هر نوع سلول، متفاوت است.
کشت یاخته‌های جانوری باید در محیط کاملاً استریل انجام شود. چون رشد یاخته‌های جانوری بسیار کندتر از رشد باکتری‌ها و مخمرها است و امکان آلودگی وجود دارد. برای جلوگیری از رشد باکتری‌ها گاهی از آنتی‌بیوتیک‌هایی مانند پنی‌سیلین، استرپتومایسین یا جنتامایسین استفاده می‌شود. محیط‌های کشت اختصاصی برای رشد یاخته‌های مشخص نیز وجود دارد. مانند محیط کشتی که در آن فقط هپاتوسیت‌ها رشد می‌کنند یا محیط کشت‌هایی که فقط یاخته‌های عصبی که تقسیم نمی‌شوند، می‌توانند زنده بمانند.
برای این‌که یاخته‌ها در محیط کشت، به‌خوبی تکثیر یابند، لازم است تراکم آن‌ها در محیط کشت، در حد محدود و مشخصی باشد. برای این منظور باید هر چند وقت یک‌بار، یاخته‌ها را به محیط کشت‌های تازه جابجا کرد. در صورتی‌که تراکم یاخته‌ها بالا رود، به‌علت ممانعت تماسی، تکثیر یاخته‌ها متوقف شده و یاخته‌ها وارد مرحلهٔ تمایز سلولی می‌شوند.
تعدادی از سلول‌ها مانند سلول‌های موجود در جریان خون می‌توانند بدون هیچ اتصالی به سطح در سوسپانسیون رشد کنند. همچنین برخی از لاین‌های سلولی تغییریافته قادر هستند که در کشت‌های سوسپانسیون زنده بمانند. سلول‌های چسبنده، برای رشد و تقسیم، باید به سطحی مانند پلاستیک کشت بافت یا میکروکریر (ریزحامل) متصل شوند. این سطوح ممکن است به منظور افزایش قابلیت اتصال سلول‌ها و فراهم‌سازی مواد لازم برای رشد و تمایز سلولی، با اجزای ماتریکس خارج سلولی (مانند کلاژن و لامینین) آرایش یافته باشند. بیشتر سلول‌های مشتق‌شده از بافت‌های جامد، چسبنده هستند.

### محیط کشت
برای کشت یاخته‌های جانوری از محیط کشت ویژه‌ای استفاده می‌شود. محیط‌های کشت می‌توانند از نظر پی‌اچ، غلظت گلوکز، فاکتورهای رشد و دیگر مواد مغذی با یکدیگر متفاوت باشند. سرم جنین گاوی (FBS)، سرم گوساله گاوی (FCS)، سرم اسب یا سرم بز از جمله معمول‌ترین فاکتورهای رشد مورد استفاده در محیط‌های کشت هستند. یکی از مهم‌ترین عوارض استفاده از مواد مشتق شده از خون در کاربردهای بیوتکنولوژی پزشکی، آلوده شدن محیط کشت به ویروس‌ها و پریون‌ها است. راه‌حل‌های جایگزین، شامل یافتن منابع خون حیوانی از کشورهایی با کمترین خطر مانند ایالات متحده آمریکا، استرالیا و نیوزیلند و همچنین استفاده از کنستانتره‌های مغذی تمیز مشتق شده از سرم از محل کل سرم‌های حیوانی برای کشت سلولی است.

#### ترکیبات پایهٔ محیط کشت
| ترکیبات                      | عملکرد |
| ---------------------------- | --- |
| منبع کربن (گلوکز / گلوتامین) | منبع انرژی |
| آمینو اسید                   | واحدهای سازندهٔ پروتئین‌ها |
| ویتامین‌ها                    | تقویت بقا و رشد سلولی |
| محلول نمکی متعادل            | مخلوط ایزوتونیک از یون‌ها برای حفظ فشار اسمزی بهینه در سلول‌ها و تأمین یون‌های فلزی ضروری برای عمل به‌عنوان کوفاکتور برای واکنش‌های آنزیمی، چسبندگی سلولی و غیره. |
| رنگ فنل قرمز                 | رنگ فنل قرمز، به‌عنوان شناساگر پی‌اچ دارای رنگ نارنجی/قرمز در پی‌اچ ۷–۷٫۴ است که به زرد در پی‌اچ اسیدی (پایین‌تر) و بنفش در پی‌اچ بازی (بالاتر) تغییر می‌کند.       |
| بافر بی‌کربنات/HEPES          | برای حفظ پی‌اچ متعادل در محیط کشت، استفاده می‌شود. |

یاخته‌ها از نظر نحوهٔ کشت یافتن در محیط کشت به دو دسته تقسیم می‌شوند:
یاخته‌های وابسته به بستر (به انگلیسی: Anchorage dependent): این یاخته‌ها برای این‌که بتوانند تکثیر شوند، باید به سطحی متصل شده باشند. این یاخته‌ها بر روی محیط کشت به‌حدی تکثیر می‌شوند تا به‌صورت تک‌لایه، تمام سطح ظرف کشت را فرا گیرند. پس از آن به‌علت اثر فرایند ''ممانعت تماسی'' تکثیر یاخته‌ها، متوقف می‌شود. برخی از یاخته‌های تراریخته به‌علت این‌که پروتئین‌های سطحی خود (که در ممانعت تماسی نقش دارند) را از دست داده‌اند، می‌توانند به صورت چند لایه رشد کنند.
برای کشت یاخته‌های وابسته به بستر، به بسترهای خاصی نیاز است. شیشه به‌علت دارا بودن بار منفی بهترین سطح برای اتصال یاخته‌ها است. از سطوح پلاستیکی (دارای بار مثبت)، در صورتی‌که به کمک اشعه‌های یونیزه‌کننده، بارزدایی شوند نیز می‌توان استفاده کرد. یاخته‌ها به کمک پروتئین‌های سطحی خود مانند: اینتگرین‌ها، فیبرونکتین، کلاژن و لامینین به این سطوح متصل می‌شوند. یاخته‌های وابسته به بستر را همچنین می‌توان بر روی سطوح معلق کشت داد. برای این منظور گاهی از گلوله‌های کلاژن، پلی‌استایرن، سفادکس، ژلاتین یا پلی‌اکریل‌آمید، به‌عنوان سطحی برای اتصال یاخته‌ها استفاده می‌شود. این گلوله‌ها در محیط کشت مایع معلق می‌شوند.
برای این‌که یاخته‌ها بهتر به سطوح متصل شوند، می‌توان این سطوح را با کلاژن، فیبرونکتین، پرونکتین، انتاکتین، هپاران سولفات و.. پوشاند. همچنین می‌توان برای رشد اختصاصی یاخته‌ها از مواد خاصی استفاده کرد. برای مثال برای رشد اختصاصی کوندروسیت‌ها از کوندرونکتین استفاده می‌شود.
یاخته‌های غیروابسته به بستر (به انگلیسی: Anchorage Independent): این یاخته‌ها برای تکثیر و زنده ماندن لازم نیست قبلاً به سطحی متصل شده باشند. مانند سلول‌های بنیادی هپاتوسیتی یا رده‌های یاخته‌های تراریخته.

## کاربردهای کشت سلول
کشت انبوهی از سلول‌های جانوری، اساس تولید واکسن‌های حیاتی و دیگر محصولات زیست‌فناوری هستند. کشت سلول‌های بنیادی به منظور افزایش تعداد سلول‌ها و تمایز آن‌ها به انواع مختلف سلول‌های سوماتیک برای پیوند انجام می‌شود.
همچنین از سلول‌های بنیادی، مولکول‌ها و اگزوزوم‌هایی آزاد می‌شوند که در درمان بیماری‌ها کاربرد دارند. استفاده از این مولکول‌ها و اگزوزوم‌ها یکی دیگر از اهداف کشت سلول‌های بنیادی است. آنزیم‌ها، هورمون‌های مصنوعی، زیست‌ایمن‌ها (آنتی‌بادی‌های مونوکلونال، اینترلوکین‌ها و لنفوکین‌ها) و عوامل ضدسرطان، همگی از محصولات زیستی‌اند که به‌وسیلهٔ فناوری دی‌ان‌ای نوترکیب و با کشت سلول‌های جانوری به، دست آمده‌اند.
با این که بسیاری از پروتئین‌های ساده می‌توانند از طریق دی‌ان‌ای نوترکیب در کشت‌های باکتریایی تولید شوند، در حال حاضر بیشتر پروتئین‌های پیچیده که نیازمند گلیکوزیلاسیون هستند در سلول‌های جانوری ساخته می‌شوند. یک مثال مهم از چنین پروتئین‌های پیچیده‌ای اریتروپوئیتین است. هزینهٔ کشت سلول‌های جانوری، زیاد است بنابراین تحقیقات حاضر، به‌دنبال تولید چنین پروتئین‌های پیچیده‌ای در سلول‌های حشرات و گیاهان عالی هستند.
کشت سلولی همچنین یک تکنیک کلیدی برای کشاورزی سلولی است که هدف آن، ارائهٔ محصولات جدید و روش‌های جدید تولید محصولات کشاورزی و دامی موجود مانند شیر، گوشت درون‌کشتگاهی، عطرها و شاخ کرگدن از سلول‌ها و میکروارگانیسم‌ها است؛ بنابراین کشت سلول، یکی از ابزارهای دستیابی به کشاورزی بدون دام در نظر گرفته می‌شود. کشت سلول همچنین ابزاری مهم برای آموزش زیست‌شناسی سلولی است.

## رده‌های سلولی معمول

### انسان
- DU145 (سرطان پروستات)
- H295R (کارسینوم قشر غدد فوق‌کلیه)
- HeLa (سرطان دهانه رحم)
- KBM-7 (لوسمی مزمن مغز استخوان)
- LNCaP (سرطان پروستات)
- MCF-7 (سرطان پستان)
- MDA-MB-468 (سرطان پستان)
- HEK-293 (رده سلولی جنینی کلیوی انسان)
- MRC5 (رده سلولی نرمال ریه)
- PC3 (سرطان پروستات)
- SaOS-2 (سرطان استخوان)
- SH-SY5Y (نروبلاستوم، کلون‌شده از میلوم)
- T-47D (سرطان پستان)
- THP-1 (سرطان خون میلوئید)
- U87 (گلیوبلاستوما)
- رده سلولی سرطانی پانل ۶۰ مؤسسه ملی سرطان (NCI60)